# Xavier Hochstrasser
Xavier Hochstrasser (Onex, 1º luglio 1988) è un allenatore di calcio ed ex calciatore svizzero, di ruolo centrocampista, tecnico del Genolier.

## Carriera

### Club

#### Inizi
Cresciuto nel Onex e nel Étoile-Carouge, nel 2005 gioca con il Servette nella terza serie svizzera.

#### Young Boys e Padova
Dopo 4 anni e mezzo allo Young Boys dove gioca anche in Europa segnando un gol al Tottenham nei preliminari di Champions League, il 31 gennaio 2011 passa al Padova in prestito fino al 30 giugno 2011, con diritto di riscatto del cartellino da parte della società biancoscudata. Debutta con i biancoscudati il 19 febbraio nella partita contro l'Albinoleffe persa per 2-1, entrando al 78º minuto al posto di Marco Gallozzi.

#### Lucerna
Il 28 giugno 2011 torna a giocare in Svizzera firmando un contratto di quattro anni fino a giugno 2015 con il Lucerna. Debutta il 17 luglio nella partita contro il Neuchâtel Xamax vinta per 3-0.

### Nazionale
Ha militato nelle Nazionali Under-19, Under-20 e Under-21. Con quest'ultima ha preso parte al Campionato europeo di calcio Under-21 2011, giocando da titolare la semifinale contro la Repubblica Ceca.

## Statistiche

### Presenze e reti nei club
| Stagione          | Squadra           | Campionato        | Campionato | Campionato | Coppe nazionali | Coppe nazionali | Coppe nazionali | Coppe continentali | Coppe continentali | Coppe continentali | Altre coppe | Altre coppe | Altre coppe | Totale | Totale |
| Stagione          | Squadra           | Comp              | Pres       | Reti       | Comp            | Pres            | Reti            | Comp               | Pres               | Reti               | Comp        | Pres        | Reti        | Pres   | Reti   |
| ----------------- | ----------------- | ----------------- | ---------- | ---------- | --------------- | --------------- | --------------- | ------------------ | ------------------ | ------------------ | ----------- | ----------- | ----------- | ------ | ------ |
| 2005-2006         | Servette          | PL                | 26         | 2          | CS              | -               | -               | -                  | -                  | -                  | -           | -           | -           | 26     | 2      |
| 2006-2007         | Young Boys        | SL                | 17         | 1          | CS              | ?               | ?               | CU                 | 1                  | 0                  | -           | -           | -           | ?      | ?      |
| 2007-2008         | Young Boys        | SL                | 29         | 2          | CS              | 4               | 0               | CU                 | 1                  | 0                  | -           | -           | -           | 34     | 2      |
| 2008-2009         | Young Boys        | SL                | 31         | 5          | CS              | 2               | 0               | CU                 | 3                  | 0                  | -           | -           | -           | 36     | 5      |
| 2009-2010         | Young Boys        | SL                | 34         | 4          | CS              | 4               | 1               | UEL                | 2                  | 0                  | -           | -           | -           | 40     | 5      |
| 2010-2011         | Young Boys        | SL                | 12         | 0          | CS              | 2               | 0               | UCL+UEL            | 3+5                | 1+0                | -           | -           | -           | 22     | 1      |
| Totale Young Boys | Totale Young Boys | Totale Young Boys | 123        | 12         |                 | ?               | ?               |                    | 15                 | 1                  |             |             |             | ?      | ?      |
| gen.-giu. 2011    | Padova            | B                 | 8          | 0          | CI              | -               | -               | -                  | -                  | -                  | -           | -           | -           | 8      | 0      |
| 2011-2012         | Lucerna           | SL                | 31         | 3          | CS              | 4               | 0               | -                  | -                  | -                  | -           | -           | -           | 35     | 3      |
| 2012-2013         | Lucerna           | SL                | 23         | 3          | CS              | 0               | 0               | -                  | -                  | -                  | -           | -           | -           | 23     | 3      |
| 2013-2014         | Lucerna           | SL                | 14         | 0          | CS              | 1               | 0               | -                  | -                  | -                  | -           | -           | -           | 15     | 0      |
| 2014-2015         | Lucerna           | SL                | 0          | 0          | CS              | 0               | 0               | -                  | -                  | -                  | -           | -           | -           | 0      | 0      |
| Lucerna           | Lucerna           | Lucerna           | 68         | 6          |                 | 5               | 0               |                    | 15                 | 1                  |             |             |             | 73     | 6      |
| Totale            | Totale            | Totale            | 225        | 20         |                 | ?               | ?               |                    | 15                 | 1                  |             |             |             | ?      | ?      |